# Pardi (India)
Pardi è una suddivisione dell'India, classificata come municipality, di 25.241 abitanti, situata nel distretto di Valsad, nello stato federato del Gujarat. In base al numero di abitanti la città rientra nella classe III (da 20.000 a 49.999 persone).

## Geografia fisica
La città è situata a 20° 31' 0 N e 72° 57' 0 E e ha un'altitudine di 17 m s.l.m..

## Società

### Evoluzione demografica
Al censimento del 2001 la popolazione di Pardi assommava a 25.241 persone, delle quali 12.925 maschi e 12.316 femmine. I bambini di età inferiore o uguale ai sei anni assommavano a 2.605, dei quali 1.397 maschi e 1.208 femmine. Infine, coloro che erano in grado di saper almeno leggere e scrivere erano 19.241, dei quali 10.510 maschi e 8.731 femmine.